# يني جامع
يني جامع (الجامع الجديد) أو جامع والدة السلطان (بالتركية: Yeni Cami)‏ هو جامع يقع في إسطنبول.
يقع الجامع مقابل سوق مصر بمنطقة أمين أونو. بني الجامع بأمر من صفية، والدة السلطان محمد الثالث  وزوجة السلطان مراد الثالث.

## أعلام
- ترخان خديجة سلطان
- شوق فضة سلطان
- صالحة سبكتي سلطان
- أم كلثوم سلطان
- أسماء سلطان